# عزلة الربع الغربي (صنعاء)

تعديل مصدري - تعديل

عُزْلَة الرُبْع الغَرْبِي هي إحدى عزل مديرية سنحان وبني بهلول في محافظة صنعاء اليمنية ويبلغ تعداد سكانها 23690 نسمة حسب التعداد السكاني في اليمن لعام 2004. وتتكون العزلة من القرى التالية:
ريمة حُميد، بيت الشاطبي، الوادي، بيت الحضرمي، ضبوه، سامك، المحاقرة، عَمِد، التِخرَاف، القِرَان،  الألجام، قاع القيضي، رُهم السفلى، حمِل، أرتِل، بئر الهذيل، وحافد.

## روابط خارجية
- الجهاز المركزي للإحصاء بالجمهورية اليمنية
- المركز الوطني للمعلومات باليمن
- World Gazetteer:Yemen
- الدليل الشامل